# Il traditore (film 2019)
Il traditore è un film del 2019 diretto da Marco Bellocchio.
La pellicola narra le vicende di Tommaso Buscetta, mafioso membro di Cosa nostra e successivamente collaboratore di giustizia, interpretato da Pierfrancesco Favino.
Il film è stato selezionato per rappresentare l'Italia agli Oscar 2020 nella sezione del miglior film in lingua straniera.

## Trama
4 settembre 1980. È il periodo in cui la Sicilia è capitale mondiale del traffico di droga, gestito dalle famiglie di Cosa Nostra palermitane e corleonesi, che, pur mostrandosi in amicizia e collaborazione, in realtà sono in rapporti di profonda rivalità. Durante una festa nella villa di Stefano Bontate in onore di Santa Rosalia, patrona di Palermo, a cui sono presenti esponenti di entrambi gli schieramenti, Tommaso Buscetta, detto don Masino, un boss affiliato alla mafia di Palermo, avverte il pericolo di una faida imminente e, per tutelarsi, decide di trasferirsi in Brasile, Stato dove ha già vissuto e condotto affari in passato.
Le tensioni non tardano a manifestarsi, scatenando una serie di omicidi a boss mafiosi e a loro familiari incensurati, con il fratello e due dei figli di Buscetta, Benedetto e Antonio, rimasti in Sicilia, che vengono fatti sparire; lo stesso Buscetta si sente braccato anche in America Latina. La polizia brasiliana lo identifica e lo cattura, sottoponendolo a numerose torture fisiche e psicologiche, e ne tenta l'estradizione in Italia, che Buscetta in un primo momento evita tentando di uccidersi con della stricnina, che gli procura delle convulsioni a causa delle quali viene ricoverato in ospedale.
Buscetta, dopo essere stato salvato (si scoprirà in seguito che aveva lasciato un biglietto con scritto cosa aveva ingerito per avvelenarsi), viene comunque condotto in Italia, dove, ormai rimasto senza potere né denaro, sarebbe inevitabilmente destinato a finire nel mirino dei rivali corleonesi, guidati da Totò Riina. Il giudice antimafia Giovanni Falcone gli offre un'alternativa: collaborare con la giustizia, gesto che per il codice d'onore mafioso rappresenta inevitabilmente un tradimento da punire con la morte. Don Masino accetta e, in una serie di interrogatori, inizia a rivelare al giudice nomi, organizzazione, regolamenti, progetti e rituali di Cosa Nostra, diventando così uno dei primi collaboratori di giustizia della storia, pur precisando di non voler essere definito un pentito e dicendo piuttosto di non condividere le caratteristiche della nuova mafia; anche il suo vecchio compagno Salvatore "Totuccio" Contorno inizierà a collaborare con la giustizia (anche se, a differenza di Buscetta, avrà qualche difficoltà a farsi comprendere, riuscendo a parlare soltanto in uno stretto dialetto siciliano).
Grazie alle deposizioni di Buscetta e Contorno, la giustizia italiana riesce a comprendere per la prima volta cosa davvero sia la mafia e ad eseguire centinaia di blitz ed arresti: nel 1986 ha inizio il maxiprocesso nell'aula-bunker di Palermo, presieduto dal magistrato Alfonso Giordano, del quale Buscetta è testimone chiave. Il processo si svolge tra il totale diniego degli imputati e la loro ipocrita pretesa di innocenza; molti vorrebbero avere un confronto diretto con Buscetta, ma tutti cambiano idea dopo aver assistito a quello con Giuseppe "Pippo" Calò, amico d'infanzia del protagonista, che nega di averlo mai conosciuto. I mafiosi vengono condannati e giurano vendetta su Buscetta, che viene posto insieme ai familiari sotto protezione negli Stati Uniti, dove tuttavia continua a sentirsi minacciato e si ritrova spesso a cambiare sistemazione. In Italia, intanto, molti suoi parenti che non hanno mai avuto a che fare con la mafia vengono uccisi per ritorsione, tra cui il marito di una sua sorella, la quale lo rinnegherà come fratello.
Nel maggio del 1992 Falcone viene assassinato in un brutale attentato e Buscetta, che aveva promesso al giudice che sarebbe tornato in Italia, decide di mantenere tale promessa ed inizia a parlare dell'unico argomento che in precedenza non aveva mai voluto toccare (ritenendo che lo Stato italiano non fosse ancora pronto per dichiarazioni di tale portata), cioè i presunti legami della mafia con la politica, in particolare con Giulio Andreotti, uno dei più importanti politici italiani; ciò porta al processo del secolo, in cui don Masino viene chiamato a testimoniare, venendo tuttavia messo in difficoltà dall'avvocato di Andreotti, che mette in luce le contraddizioni presenti nelle sue dichiarazioni e la sua morale dubbia. Viene intanto arrestato Totò Riina; nel corso del processo a suo carico, Buscetta apprende che i suoi figli sono stati uccisi mediante strangolamento dai vecchi amici Pippo Calò e Salvatore Cancemi, reo confesso, e si sente in colpa per non aver portato i figli con sé al sicuro in Brasile.
Buscetta vive i suoi ultimi anni sotto copertura negli Stati Uniti, dove si ammala e muore nel 2000, circondato dall'affetto dei figli avuti dalla sua ultima moglie. Poco prima di morire, in flashback, rivive la storia del primo attentato che avrebbe dovuto compiere e che mai gli riuscì: il giovane don Masino era stato incaricato di uccidere un uomo, il quale però, avendo intuito il pericolo, gli si avvicinò con il figlio piccolo (appena battezzato) in braccio. Il protagonista quindi non poté sparare in quanto avrebbe rischiato di colpire il bambino, cosa all'epoca assolutamente vietata dalle regole di Cosa Nostra, e da allora tale uomo non uscì mai di casa senza la compagnia del figlio, anche quando esso era ormai cresciuto. Buscetta quindi immagina di sparare all'uomo nel giorno del matrimonio del figlio, unico momento in cui avrebbe potuto sorprendere la vittima senza il figlio a fargli da scudo.

## Promozione
La prima clip del film viene diffusa il 18 aprile 2019 mentre il primo trailer il 10 maggio 2019.

## Distribuzione
Il film è stato presentato in anteprima mondiale in concorso alla 72ª edizione del Festival di Cannes e distribuito nelle sale cinematografiche italiane a partire dal 23 maggio 2019.

## Accoglienza

### Incassi
Alla sua prima settimana di proiezione, il film ha incassato 1.445.295 euro, mentre a fine corsa è arrivato a 4,8 milioni di euro.

## Riconoscimenti
- 2019 - European Film Awards[9]
  - Candidatura per il miglior film
  - Candidatura per il miglior regista a Marco Bellocchio
  - Candidatura per la miglior sceneggiatura a Marco Bellocchio, Ludovica Rampoldi, Valia Santella
  - Candidatura per il miglior attore a Pierfrancesco Favino
- 2019 - Festival di Cannes[5]
  - In competizione per la Palma d'oro
- 2019 - Filming Italy Best Movie Award[10]
  - Miglior regia a Marco Bellocchio
- 2019 - Globo d'oro[11]
  - Miglior film
  - Miglior musica a Nicola Piovani
- 2019 - Italian Movie Award[12]
  - Miglior attore a Pierfrancesco Favino
  - Candidatura per il miglior film
  - Candidatura per le migliori maestranze a Daria Calvelli (costumista)
- 2019 - Nastro d'argento[13][14]
  - Miglior film
  - Miglior regista a Marco Bellocchio
  - Migliore sceneggiatura a Marco Bellocchio, Ludovica Rampoldi, Valia Santella, Francesco Piccolo, Francesco La Licata
  - Miglior attore protagonista a Pierfrancesco Favino
  - Miglior attore non protagonista a Luigi Lo Cascio e Fabrizio Ferracane
  - Miglior montaggio a Francesca Calvelli
  - Miglior colonna sonora a Nicola Piovani
  - Candidatura per il miglior produttore a IBC Movie, Kavac Film e Rai Cinema
  - Candidatura per la migliore fotografia a Vladan Radovic
  - Candidatura per i migliori costumi a Daria Calvelli
  - Candidatura per il miglior sonoro in presa diretta a Gaetano Carito e Adriano Di Lorenzo
- 2019 - Premio Flaiano[15]
  - Miglior sceneggiatura a Francesco Piccolo
- 2019 - Festival del cinema di Porretta Terme[16]
  - Premio Elio Petri
- 2020 - Ciak d'oro[17]
  - Migliore fotografia a Vladan Radovic
  - Miglior montaggio a Francesca Calvelli
  - Candidatura per il miglior film[18]
  - Candidatura per il miglior regista a Marco Bellocchio[19]
  - Candidatura per il miglior attore protagonista a Pierfrancesco Favino
- 2020 - David di Donatello[20][21]
  - Miglior film
  - Miglior regista a Marco Bellocchio
  - Migliore sceneggiatura originale a Marco Bellocchio, Ludovica Rampoldi, Valia Santella e Francesco Piccolo
  - Miglior attore protagonista a Pierfrancesco Favino
  - Miglior attore non protagonista a Luigi Lo Cascio
  - Miglior montatore a Francesca Calvelli
  - Candidatura per il miglior produttore a IBC Movie, Kavac Film, Rai Cinema
  - Candidatura per la migliore attrice non protagonista a Maria Amato
  - Candidatura per il miglior attore non protagonista a Fabrizio Ferracane
  - Candidatura per la migliore autore della fotografia a Vladan Radovic
  - Candidatura per il miglior musicista a Nicola Piovani
  - Candidatura per il miglior scenografo a Andrea Castorina
  - Candidatura per il miglior costumista a Daria Calvelli
  - Candidatura per il miglior truccatore a Dalia Colli e Lorenzo Tamburini
  - Candidatura per il miglior acconciatore ad Alberta Giuliani
  - Candidatura per il miglior suono a Gaetano Carito, Adriano Di Lorenzo, Pierpaolo Merafino, Lilio Rosato, Gianluca Basili e Francesco Tumminello
  - Candidatura per i migliori effetti speciali visivi a Rodolfo Migliari
  - Candidatura per il David Giovani
- 2020 - Premio César[22]
  - Candidatura per il miglior film straniero

## Casi mediatici
Giovanni Montinaro, figlio di Antonio Montinaro, il poliziotto capo della scorta di Giovanni Falcone morto insieme al giudice nella strage di Capaci, ha criticato la scelta di fissare l'uscita nelle sale italiane nel giorno dell'anniversario dell'attentato; Pierfrancesco Favino ha risposto alla questione facendo sapere che l'uscita era stata fissata per omaggiare gli uomini che persero la vita in quel giorno e le due parti si sono riappacificate.

## Serie televisiva
Nel luglio 2020 il produttore Lorenzo Mieli annuncia una serie ispirata al film, che narrerà le vicende di Buscetta dal periodo vissuto in Sudamerica fino al processo.